# Swing When You're Winning
Swing When You're Winning es un álbum del cantante y compositor británico Robbie Williams, compuesto por versiones de clásicos de los años 50 y 60, con colaboraciones de la Orquesta Filarmónica de Londres. El primer sencillo es "Somethin' Stupid", un dueto con la actriz Nicole Kidman.
Algunos de los temas del álbum aparecen en bandas sonoras de películas, como la canción "Beyond the Sea", utilizada en la película de animación Buscando a Nemo, y "Have You Met Miss Jones?", en la película El diario de Bridget Jones.

## Listado de canciones
1. "I Will Talk and Hollywood Will Listen" – 3:17
2. "Mack the Knife" – 3:18
3. "Somethin' Stupid" (con Nicole Kidman) – 2:50
4. "Do Nothin' Till You Hear from Me" – 2:58
5. "It Was a Very Good Year" (con Frank Sinatra) – 4:28
6. "Straighten Up and Fly Right" – 2:36
7. "Well, Did You Evah?" (con Jon Lovitz) – 3:50
8. "Mr. Bojangles" – 3:17
9. "One for My Baby" – 4:17
10. "Things" (con Jane Horrocks) – 3:22
11. "Ain't That a Kick in the Head" – 2:27
12. "They Can't Take That Away From Me" (con Rupert Everett) – 3:07
13. "Have You Met Miss Jones?" – 2:34
14. "Me and My Shadow" (con Jonathan Wilkes) – 3:16
15. "Beyond the Sea" – 4:30
16. "Outtakes" (pista oculta) - 2:51

## Certificaciones, posiciones y ventas
| País          | Mejor posición | Certificación (si hay) | Ventas/entregas |
| ------------- | -------------- | ---------------------- | --------------- |
| Alemania      | 1              | 5× Platino             | 1,500,000+      |
| Argentina     | 9              | Platino                | 40,000+         |
| Australia     | 3              | 4× Platino             | 280,000+        |
| Austria       | 1              | 4× Platino             | 120,000+        |
| Canadá        |                | Oro                    | 50,000+         |
| Francia       | 21             | Oro                    | 100,000+        |
| Grecia        | 3              | Oro                    | 15,000+         |
| Hungría       | 2              | Oro                    | 5,000+          |
| Irlanda       | 1              |                        |                 |
| Nueva Zelanda | 1              | 5× Platino             | 75,000+         |
| Países Bajos  |                | Platino                | 80,000+         |
| Polonia       | 2              | Oro                    | 20,000+         |
| Reino Unido   | 1              | 7× Platino             | 2,100,000+      |
| Suecia        | 4              | Platino                | 60,000+         |
| Suiza         | 1              | 3× Platino             | 120,000+        |
| Europa        | 1              | 6× Platino             | 6,000,000       |